# ISO 3166-2:JE
ISO 3166-2:JEは、ISOの3166-2規格のうち、JEで始まるジャージー島の行政区分コードである。最初のJEはISO 3166-1によるジャージー島のコード。通常、国を表すアルファベット2文字の下に州や県などの行政区分を表す数字やアルファベットがつけられるが、このISO 3166-2:JEの場合、ジャージー島の下位行政区分に対するコードの割り当てはない。